# Коноп (село)
Коноп (болг. Коноп) — село в Болгарии. Находится в Тырговиштской области, входит в общину Антоново. Население составляет 111 человек (2022).

## Политическая ситуация
Коноп подчиняется непосредственно общине и не имеет своего кмета.
Кмет (мэр) общины Антоново — Танер Мехмед Али (Движение за права и свободы (ДПС)) по результатам выборов в правление общины.

## Знаменитые уроженцы
- Саид Мустафов (р.1933) — борец призёр чемпионатов мира и Олимпийских игр